# 200 Miglia di Imola
La 200 Miglia di Imola è stata una competizione motociclistica di velocità. La gara si è disputata all'autodromo Dino Ferrari di Imola per 13 edizioni negli anni tra il 1972 e il 1985; le edizioni del 1977 e del 1978 sono state valide per il motomondiale, nella classe Formula 750. 

## Storia

### Le tredici edizioni

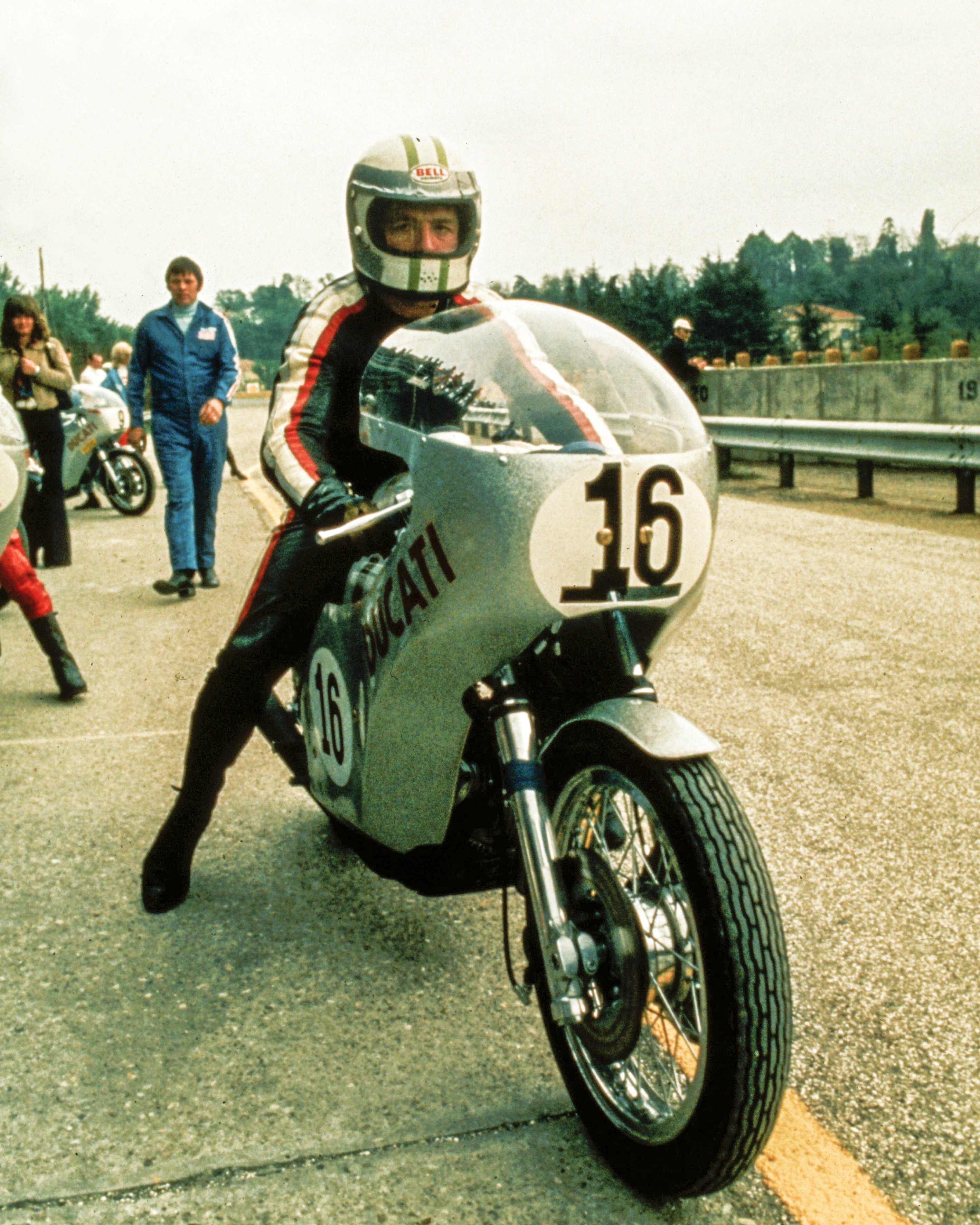
Paul Smart, vincitore della prima edizione su Ducati 750

L'ideazione della manifestazione si deve a Checco Costa (padre di Claudio Costa), dirigente sportivo imolese, organizzatore di gare motociclistiche mondiali. Alla fine degli anni 60 la cilindrata più alta che partecipava al motomondiale era la 500 cc, ma gli appassionati amavano guidare anche moto di cilindrata superiore, soprattutto da 750 cc, che rendevano ottime prestazioni su strada. Costa aveva notato questa incongruenza. Per queste cilindrate però non esistevano competizioni sportive in nessun Paese europeo. L'unica nazione in cui si gareggiava nelle cilindrate superiori ai 500 cc erano gli Stati Uniti d'America; la gara più celebre era la Daytona 200, dove gareggiavano le motociclette derivate dalla serie da oltre 500 cc a 750 cc. 
Costa decise di creare un evento in cui i motociclisti europei e nordamericani avrebbero gareggiato con motociclette più potenti delle mezzo litro. All'incirca tra il 1969 e il 1970, a Spa-Francorchamps Costa ebbe un incontro con Bill France, organizzatore della 200 Miglia di Daytona. Per il lancio della formula 750 in Europa, Costa coniò lo slogan «200 Imola: la Daytona d'Europa». Tramite contatti con i piloti britannici, Costa ottenne la partecipazione delle principali case produttrici del motomondiale. Infine si prodigò per avere la partecipazione di Giacomo Agostini, il pilota italiano più titolato, che guidava la MV Agusta. La casa varesina disponeva di moto che primeggiavano nel campionato mondiale ma che non erano adatte alle corse di durata: Costa si recò personalmente nella sede di Samarate, dove riuscì a convincere il presidente Corrado Agusta ad accelerare la realizzazione della MV 750 Sport 4 cilindri, in tempo per vederla allineata alla partenza della competizione.

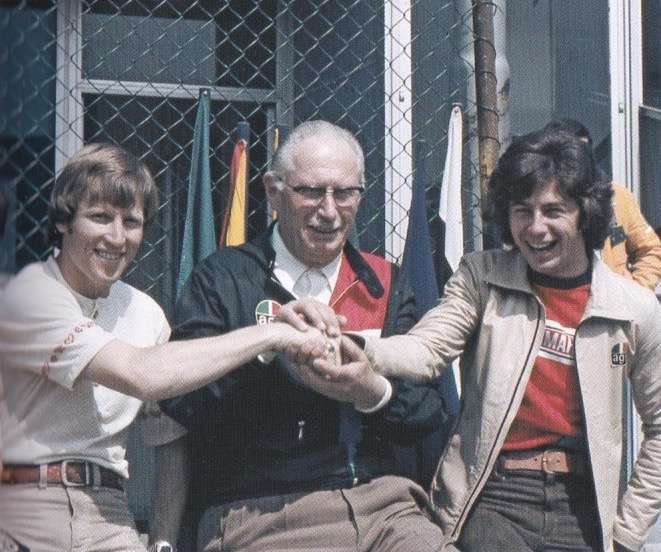
200 Miglia del 1978: Checco Costa tra Kenny Roberts (sinistra) e Johnny Cecotto (destra)

La difficoltà di reperire motociclette da 750 cc adatte alle corse in circuito, unita alla complessità delle norme tecniche (le competizioni statunitensi adottavano un regolamento sportivo diverso da quello della federazione mondiale), imposero un lavoro supplementare agli organizzatori. La prima edizione della manifestazione si disputò nel 1972. All'edizione inaugurale si presentarono 46 piloti in sella a moto derivate dalla serie, di 11 marche diverse (7 Honda, 7 Kawasaki, 6 Ducati, 6 Triumph, 5 Guzzi, 4 Norton, 3 Laverda, 3 BSA, 2 MV Agusta, 2 BMW, 1 Suzuki). Percorsero 64 giri, pari a km 321,088, corrispondenti a 199,515 miglia. Il montepremi della prima edizione fu di 35 milioni di lire, di cui 7 al vincitore. 
L'edizione inaugurale riscosse un grande successo; in pochi anni la corsa di Imola divenne un appuntamento irrinunciabile della stagione mondiale. L'idea di Costa si rivelò vincente, tanto che la federazione mondiale istituì il campionato iridato della Formula 750, che ebbe la sua prima edizione nel 1973. Nel 1973 Costa ebbe un'altra idea innovativa: divise la gara in due manche, ciascuna con uno sponsor esclusivo. Inoltre fece disputare una gara intermedia tra una manche e l'altra. La competizione quindi poté vantare uno sponsor generale, due per ciascuna manche e un quarto per la gara intermedia. 
La 200 Miglia introdusse molte innovazioni anche nel marketing degli eventi sportivi. Fino al 1972 il mondo delle corse aveva mantenuto tradizioni che duravano dagli anni 40: le tute dei piloti erano rigorosamente nere, così come erano nere le divise dei commissari di gara, ed era scritto su inchiostro nero il programma della corsa. A Imola tutto passò dal bianco e nero al colore: per la prima volta, almeno in Europa, i piloti indossarono divise sgargianti e i commissari abbandonarono la loro tinta unita. Anche il programma fu stampato a colori, così come gli adesivi logo-gara e i pass per i fotografi. Imola lanciò così una tendenza che fu imitata da tutti i circuiti del motomondiale. 
Nell'edizione 1978 i piloti si sottoposero, dopo la fine della competizione, all'esame antidoping: fu la prima volta in una gara motociclistica di livello mondiale.
Nel 1986 e nel 1987 la gara venne inserita quale prima prova del campionato mondiale Formula TT e si corse sul circuito di Misano, a causa di lavori a quello di Imola. Dopo queste due edizioni, però, la 200 miglia non venne più organizzata, anche a causa della morte di Costa, avvenuta nel luglio 1988.
Pat Evans nel 1977, Guido Paci nel 1983 e Lorenzo Ghiselli nel 1985, quest'ultimo in una gara di contorno, trovarono la morte a seguito di incidenti avvenuti durante lo svolgimento della 200 miglia.

### Eventi successivi
Nel 2002 e nel 2003 la denominazione "200 miglia di Imola" venne data alla prova sammarinese del campionato mondiale Endurance, ma già nel 2004 la corsa venne annullata per motivi finanziari.
Nel 2010 si è tenuta la prima edizione della "200 Miglia Revival", una rievocazione riservata alle moto "storiche", cioè immatricolate entro il 1985. Al programma è stata aggiunta, a cominciare dal 2012, la gara Endurance "4 Hours of Imola Classic", che dal 2013 è entrata a fare parte del campionato europeo di durata per moto "storiche" ("European Classic Endurance Championship").

## Albo d'oro

Il promettente Cecotto, vincitore dell'edizione 1975 ad appena 19 anni

La distanza della gara era la seguente: 64 giri dell'autodromo, pari a 321,088 km (corrispondenti a 199,515 miglia).
| Anno | Data          | Pilota            | Moto               | Giri          | Tempo         | Media kmh     | Spettatori    |
| ---- | ------------- | ----------------- | ------------------ | ------------- | ------------- | ------------- | ------------- |
| 1972 | 23 aprile     | Paul Smart        | Ducati 750 Sport   | 64            | 2h02'26”      | 157,35        | 75.000        |
| 1973 | 15 aprile     | Jarno Saarinen    | Yamaha TZ 350      | 64            | 1h58'18”      | 162,84        | 90.000        |
| 1974 | 7 aprile      | Giacomo Agostini  | Yamaha TZ750 A     | 62            | 2h06'38”      | 149,81        | 120.000       |
| 1975 | 6 aprile      | Johnny Cecotto    | Yamaha TZ750 B     | 64            | 2h10'28”      | 148,33        | 93.000        |
| 1976 | 4 aprile      | Steve Baker       | Yamaha YZR750 0W31 | 64            | 2h05'31”      | 154,17        | 140.000       |
| 1977 | 3 aprile      | Kenny Roberts     | Yamaha YZR750 0W31 | 64            | 2h03'59”      | 156,08        | 68.000        |
| 1978 | 2 aprile      | Johnny Cecotto    | Yamaha YZR750 0W31 | 64            | 2h07'53”      | 151,13        | 78.000        |
| 1979 | Non disputata | Non disputata     | Non disputata      | Non disputata | Non disputata | Non disputata | Non disputata |
| 1980 | 13 aprile     | Johnny Cecotto    | Yamaha YZR750 0W46 | 44            | 1h25'33”      | 155,53        | 40.000        |
| 1981 | 5 aprile      | Marco Lucchinelli | Suzuki RG Γ 500    | 64            | 2h09'33”      | 149,37        | 50.000        |
| 1982 | 4 aprile      | Graeme Crosby     | Yamaha YZR 500     | 64            | 2h07'25”      | 151,89        | 60.000        |
| 1983 | 10 aprile     | Kenny Roberts     | Yamaha YZR 500     | 64            | 2h05'55”      | 153,63        | 100.000       |
| 1984 | 1º aprile     | Kenny Roberts     | Yamaha             | 64            | 2h07'56”      | 151,34        | 38.000        |
| 1985 | 14 aprile     | Eddie Lawson      | Yamaha YZR 500     | 64            | 2h04'57”      | 154,88        | 54.000        |